# Quetzaltenango (tỉnh)
Quetzaltenango là một tỉnh của Guatemala. Tỉnh lỵ là thành phố Quetzaltenango, thành phố lớn thứ nhì ở Guatemala.

## Các đô thị
1. Almolonga
2. Cabricán
3. Cajolá
4. Cantel
5. Coatepeque
6. Colomba
7. Concepción Chiquirichapa
8. El Palmar
9. Flores Costa Cuca
10. Génova
11. Huitán
12. La Esperanza
13. Olintepeque
14. Ostuncalco
15. Palestina de Los Altos
16. Quetzaltenango
17. Salcajá
18. San Carlos Sija
19. San Francisco La Unión
20. San Martín Sacatepéquez
21. San Mateo
22. San Miguel Sigüilá
23. Sibilia
24. Zunil